# Кегуай-Гранде
Кегуай-Гранде (исп. Río Queguay) — река в республике Уругвай, левый приток реки Уругвай.

## География
Река Кегуай-Гранде берёт начало на возвышенности Кучилья-де-Кегуай и течёт на запад через департамент Пайсанду до впадения в реку Уругвай. Длина составляет 280 км, а её бассейн занимает площадь 7866 км².